# العلاقات الجزائرية الفيتنامية
العلاقات الجزائرية الفيتنامية هي العلاقات الثنائية التي تجمع بين الجزائر وفيتنام.

## مقارنة بين البلدين
هذه مقارنة عامة ومرجعية للدولتين:
| وجه المقارنة                                              | الجزائر                      | فيتنام           |
| --------------------------------------------------------- | ---------------------------- | ---------------- |
| المساحة (كم2)                                             | 2.38 مليون                   | 331.69 ألف       |
| عدد السكان (نسمة)                                         | 38.81 مليون                  | 94.66 مليون      |
| الكثافة السكانية (ن./كم²)                                 | 16.31                        | 285.39           |
| العاصمة                                                   | الجزائر                      | هانوي            |
| اللغة الرسمية                                             | اللغة العربية، لغات أمازيغية | اللغة الفيتنامية |
| العملة                                                    | دينار جزائري                 | دونغ فيتنامي     |
| الناتج المحلي الإجمالي (بليون دولار)                      | 170.37 مليار                 | 234.19 مليار     |
| الناتج المحلي الإجمالي (تعادل القوة الشرائية) بليون دولار | 582.63 مليار                 | 553.42 مليار     |
| الناتج المحلي الإجمالي الاسمي للفرد دولار أمريكي          | 4.21 ألف                     | 2.48 ألف         |
| الناتج المحلي الإجمالي للفرد دولار أمريكي                 | 14.19 ألف                    | 5.63 ألف         |
| مؤشر التنمية البشرية                                      | 0.745                        | 0.666            |
| رمز المكالمات الدولي                                      | +213                         | +84              |
| رمز الإنترنت                                              | .dz                          | .vn              |
| المنطقة الزمنية                                           | ت ع م+01:00                  | ت ع م+07:00      |

## منظمات دولية مشتركة
يشترك البلدان في عضوية مجموعة من المنظمات الدولية، منها:
| علم المنظمة | اسم المنظمة                        | تاريخ انضمام الجزائر | تاريخ انضمام فيتنام |
| ----------- | ---------------------------------- | -------------------- | ------------------- |
|             | مؤسسة التنمية الدولية              | 26 سبتمبر 1963       | 24 سبتمبر 1960      |
|             | يونسكو                             | 15 أكتوبر 1962       | 6 يوليو 1951        |
|             | وكالة ضمان الاستثمار متعدد الأطراف | 4 يونيو 1996         | 5 أكتوبر 1994       |
|             | الأمم المتحدة                      | 8 أكتوبر 1962        | 20 سبتمبر 1977      |
|             | الفريق المعني برصد الأرض           | 2005                 | ?                   |
|             | الاتحاد البريدي العالمي            | ?                    | ?                   |
|             | البنك الدولي للإنشاء والتعمير      | 26 سبتمبر 1963       | 21 سبتمبر 1956      |
|             | المنظمة الهيدروغرافية الدولية      | ?                    | ?                   |
|             | الاتحاد الدولي للاتصالات           | 3 مايو 1963          | 24 سبتمبر 1951      |
|             | منظمة حظر الأسلحة الكيميائية       | ?                    | ?                   |
|             | مؤسسة التمويل الدولية              | 23 سبتمبر 1990       | 4 أغسطس 1967        |
|             | منظمة التجارة العالمية             | ?                    | 11 يناير 2007       |
|             | منظمة الشرطة الجنائية الدولية      | ?                    | ?                   |

## أعلام
هذه قائمة لبعض الشخصيات التي تربطها علاقات بالبلدين:
- جاك فيرجيس (محامي فرنسي، 5 مارس 1925[20] – 15 أغسطس 2013)

## وصلات خارجية
- موقع وزارة الخارجية الجزائرية
- موقع وزارة الخارجية الفيتنامية